# Тигиль (село)
Тигиль (ител. Сәмзат) — село в Камчатском крае России, административный центр Тигильского района. Образует сельское поселение «Село Тигиль». Население — 1547 человек (2021). Имеется аэропорт.

## География
Село расположено в северо-западной части полуострова Камчатка, на реке Тигиль, в 48 км от её впадения в Охотское море. Расстояние от Тигиля до посёлка Паланы по прямой составляет 165 км, до Петропавловска-Камчатского — 523 км.

## История
Река Тигиль имела чрезвычайно важное стратегическое значение в активно начавшемся в XVIII веке процессе освоения огромного полуострова. Через реку проходили магистральные пути по западному побережью Камчатки. Ещё в дорусский период река Тигиль была одной из основных коммуникаций, связывавших северо-западную Камчатку с центральной частью полуострова и его восточным берегом. Это обстоятельство вызвало необходимость строительства крепости. Первое поселение на месте современного посёлка появилось в 1747 году, в 1751—1752 годах поручиком Холмовым была возведена Тигильская крепость, позднее неоднократно обновлявшаяся. 
В Центральном Государственном историческом архиве сохранился план крепости конца XVIII века. Она располагалась на правом берегу Тигиля, в трёх десятках вёрст от устья. Территория крепости занимала площадь примерно 2,5 тысячи квадратных метров и была обнесена деревянным прямоугольным палисадом с заострёнными углами — контрфорсами, защищавшимися пушками. В ней располагались казармы, присутственное место, амбары для пушнины и церковь. Восточные и западные ворота крепости выходили к слободам, где жили «воинские служители» и разный люд, в том числе корякские семьи. Тигильскую крепость окружали леса: берёзовый, осиновый, тополевый, таловый, ольховый, отчасти рябинник и малинник. В 1783—1786 годах в ней размещалась администрация Акланского уезда.
К концу XVIII века крепость уже утратила своё первоначальное предназначение, укрепления её обветшали. В 1810 году здесь побывал известный русский мореплаватель В. М. Головнин, писавший:
«В крепости есть старинная деревянная церковь, дом начальника, во всём подобный находящемуся в Петропавловской гавани, несколько амбаров и казармы, а около крепости рассеяны кое-где несколько десятков обывательских домиков и избушек. Жители же здешние состоят из мещан, отставных унтер-офицеров, солдат и казаков».
В 60-е годы XVIII века с крепостью была связана деятельность капитана Т. И. Шмалева, видного исследователя Камчатки. В 20-е годы XIX столетия здесь служил комендантом капитан-лейтенант П. Ф. Кузмищев, неутомимый собиратель камчадальской лексики, автор записок о флоре полуострова. Кузмищев проводил в Тигиле широкие агрономические опыты, преподавал в организованной им местной школе.
К началу XX века село Тигиль стало крупнейшим населённым пунктом северо-западной Камчатки.

## Сельское поселение
Статус и границы сельского поселения установлены Законом Корякского автономного округа от 2 декабря 2004 года № 365-ОЗ «О наделении статусом и определении административных центров муниципальных образований Корякского автономного округа».

## Население
| 1939  | 1959  | 1970  | 1979  | 1989  | 2002  | 2010  |
| ----- | ----- | ----- | ----- | ----- | ----- | ----- |
| 879   | ↗1473 | ↗2351 | ↗3030 | ↗3233 | ↘2132 | ↘1691 |
| 2012  | 2013  | 2014  | 2015  | 2016  | 2017  | 2018  |
| ↘1673 | ↘1665 | ↘1664 | ↘1587 | ↘1571 | ↘1518 | ↘1449 |
| 2019  | 2020  | 2021  |       |       |       |       |
| ↘1394 | ↗1404 | ↗1547 |       |       |       |       |